# Palissadeparenchym

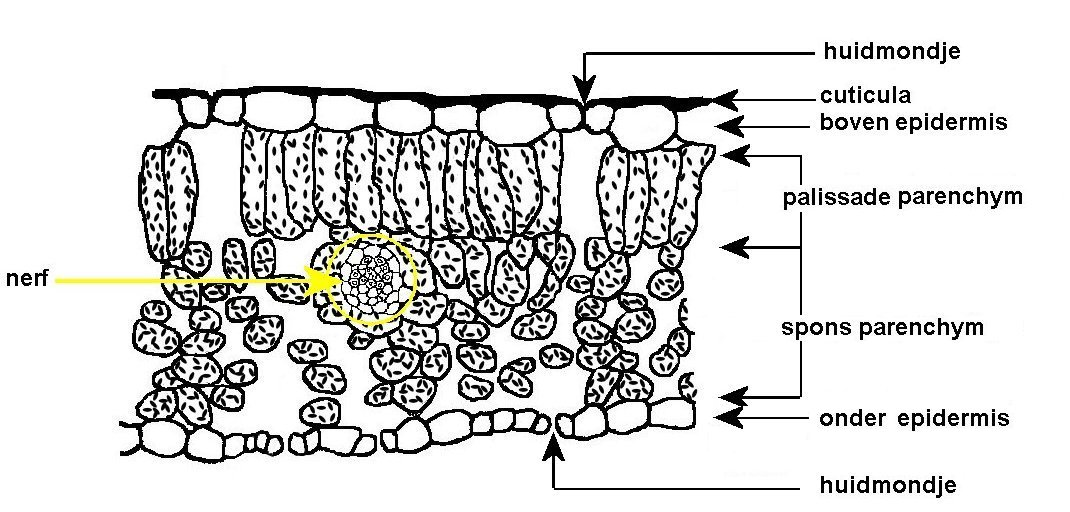
dwarsdoorsnede standaardblad

Het palissadeparenchym is de laag parenchymcellen onder de bovenepidermis van het bladmoes en bestaat uit één- of twee cellagen, dicht opeengepakte langwerpige cellen. Bij schaduwbladeren bestaat het palissadeparenchym uit één cellaag. Hieronder zit het sponsparenchym. Tussen de palissadeparenchymcellen zitten de substomatale holten van de huidmondjes.
Palissadeparenchymcellen zorgen voor een groot deel voor de fotosynthese en bevatten in vergelijking met sponsparenchymcellen ongeveer 3-4 keer meer bladgroenkorrels.